# Körslaget 2008
Körslaget 2008 var den första säsongen av TV4:s underhållningsprogram Körslaget. Den första säsongen visades under våren 2008 och bestod av åtta avsnitt, och från och med det andra avsnittet röstades en kör ut i varje avsnitt. Programmet hade premiär den 29 mars, och finalen den 10 maj vanns av Team Cans.
Programledare för den första säsongen var Gry Forssell. Sju artister fick i uppdrag att samla ihop en kör från sina respektive hemorter och med den tävla mot övriga artisters körer.
I det första avsnittet blev ingen kör utröstad. I stället sparades tittarrösterna för att räknas in i utröstningen i nästa avsnitt. Team Linda och Team Markoolio fick minst antal röster. I det andra avsnittet startade kampen mot finalen. Första kör att bli utröstad var Team Siw med ledaren Siw Malmkvist. Kören fick avsluta avsnittet med sin tävlingssång. 
I det avslutande programmet stod kampen mellan Team Brolle och Team Cans. Vinnare blev slutligen Team Cans.

## Tävlande
- Joacim Cans med en kör från Mora. Färg: Röd
- Brolle med en kör från Boden. Färg: Blå
- Lotta Engberg med en kör från Laxå. Färg: Lila
- Linda Bengtzing med en kör från Gullspång. Färg: Silver
- Markoolio med en kör från Orminge. Färg: Vit
- Agnes Carlsson med en kör från Vänersborg. Färg: Guld
- Siw Malmkvist med en kör från Landskrona. Färg: Grön

### Program 1
Sändes den 29 mars 2008
1. Team Linda - Like a Prayer (Madonna)
2. Team Siw - Bra Vibrationer (Kikki Danielsson)
3. Team Brolle - If I Could Turn Back Time (Cher)
4. Team Agnes - Big Girls (Mika)
5. Team Cans - You Give Love a Bad Name (Bon Jovi)
6. Team Lotta - Let's Twist Again (Chubby Checker)
7. Team Markoolio - Rock Your Body (Justin Timberlake)

### Program 2
Sändes den 5 april 2008
1. Team Cans - We Will Rock You (Queen)
2. Team Lotta - Hooked on a Feeling (Björn Skifs)
3. Team Markoolio - Pride (In The Name Of Love) (U2)
4. Team Linda - You're the Voice (John Farnham)
5. Team Siw - Money, Money, Money, (Abba)
6. Team Brolle - Suspicious Minds (Elvis Presley)
7. Team Agnes - I Am Outta Love (Anastacia)

Minst röster
- Team Siw, utröstad
- Team Linda

### Program 3
Sändes den 12 april 2008
1. Team Agnes - It's Raining Men (The Weather Girls)
2. Team Cans - Love In An Elevator (Aerosmith)
3. Team Linda - Vi är på gång (Tomas Ledin)
4. Team Markoolio - I Want You Back (Jackson 5)
5. Team Lotta - The Lion Sleeps Tonight (The Tokens)
6. Team Brolle - It's My Life (Bon Jovi)

Minst röster
- Team Agnes, utröstad
- Team Markoolio

### Program 4
Sändes den 19 april 2008
1. Team Markoolio - Värsta Schlagern (Markoolio och Linda Bengtzing)
2. Team Brolle - Watching The Stars (Brolle)
3. Team Linda - Hur svårt kan det va (Linda Bengtzing)
4. Team Lotta - La Det Swinge (Bobbysocks)
5. Team Cans - Hearts On Fire (Hammerfall)

Minst röster
- Team Markoolio, utröstad
- Team Linda

### Program 5
Sändes den 26 april 2008
Omgång 1
1. Team Lotta - Grease Lightning (Grease)
2. Team Cans - You Shok Me All Night Long (AC/DC)
3. Team Linda - Satellit (Ted Gärdestad)
4. Team Brolle - I Would Do Anything For Love (Meatloaf)

Omgång 2
1. Team Lotta - Don't Worry Be Happy (Bobby McFerrin)
2. Team Brolle - Ring Of Fire (Johnny Cash)
3. Team Linda - Goodnight Sweetheart Goodnight (The McGuire Sisters, The Spaniels)
4. Team Cans - O Fortuna (Carmina Burana)

Minst röster
- Team Linda, utröstad
- Team Lotta

### Program 6
Sändes den 3 maj 2008
Omgång 1
1. Team Cans - Pour Some Sugar On Me (Def Leppard)
2. Team Lotta - Thriller (Michael Jackson)
3. Team Brolle - Burning Love (Elvis Presley)

Omgång 2
1. Team Cans - Livin La Vida Loca (Ricky Martin)
2. Team Brolle - Eloise (Arvingarna)
3. Team Lotta - Run To The Hills (Iron Maiden)

Minst röster
- Team Lotta, utröstad
- Team Cans

### Program 7 (Final)
Sändes den 10 maj 2008
Omgång 1 (Eget val)
1. Team Brolle - Think (Aretha Franklin)
2. Team Cans - Bohemian Rhapsody (Queen)

Omgång 2 (Tittarnas val)
1. Team Brolle - Suspicious Minds (Elvis Presley)
2. Team Cans - O Fortuna (Carmina Burana)

Omgång 3 (Gemensam låt)
1. Team Brolle - Livin on a prayer (Bon Jovi)
2. Team Cans - Livin on a prayer (Bon Jovi)

Vinnare:
- Team Cans